# Шляпа Наполеона

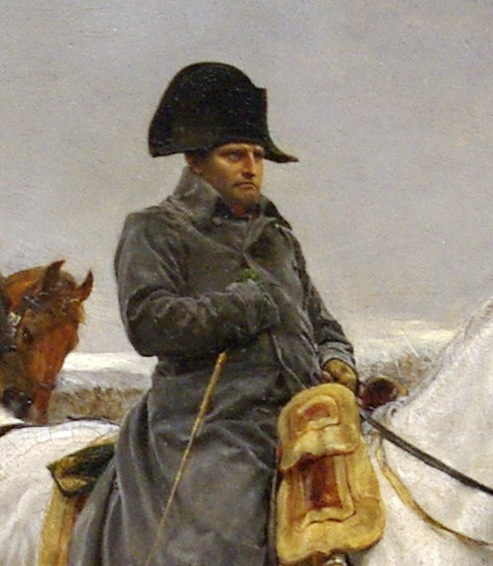
«Маленькая шляпа» Наполеона на картине Эрнеста Мейссонье 1814, Кампания во Франции (фрагмент)

Шляпа Наполеона, также известная как «Маленькая шляпа» (фр. Petit chapeau) — головной убор Наполеона I, ставшая одним из его наиболее характерных внешних символов. Это простая двуугольная шляпа (бикорн) из чёрного войлока или кастора, без галунов и плюмажа, с кокардой, удерживаемой на месте чёрной шёлковой тесьмой; внутри находится атласная подкладка. Во время своей военной карьеры Наполеон носил головные уборы различных дивизий, в которых он служил; во время Консулата он начал носить шляпу, которая отличалась от тех, что использовали его генералы и маршалы.
Несколько шляп Наполеона, сделанных шляпником Пупаром, хранятся в музеях Наполеона; самая старая, которую он носил во время битвы при Маренго, находится в Музее армии в Париже.

## История головных уборов Наполеона

### Шляпа главнокомандующего
Фредерик Массон указывает, что трудно определить эволюцию форм, которые принимали шляпы Наполеона. В 1797 году Наполеон носил генеральскую двууголку, окаймлённую позолоченной тесьмой, с такой же тесьмой, удерживающей кокарду в форме «крыла бабочки». Шляпа была увенчана плюмажем из восьми трёхцветных перьев. Уже тогда у Наполеона появилась привычка носить шляпу «по-боевому» (фр. en bataille), параллельно плечам, а не «в колонне» (фр. en colonne), то есть перпендикулярно плечам. На большинстве гравюр, сделанных в этот период, он изображен в этой шляпе.

### Шляпа Первого консула

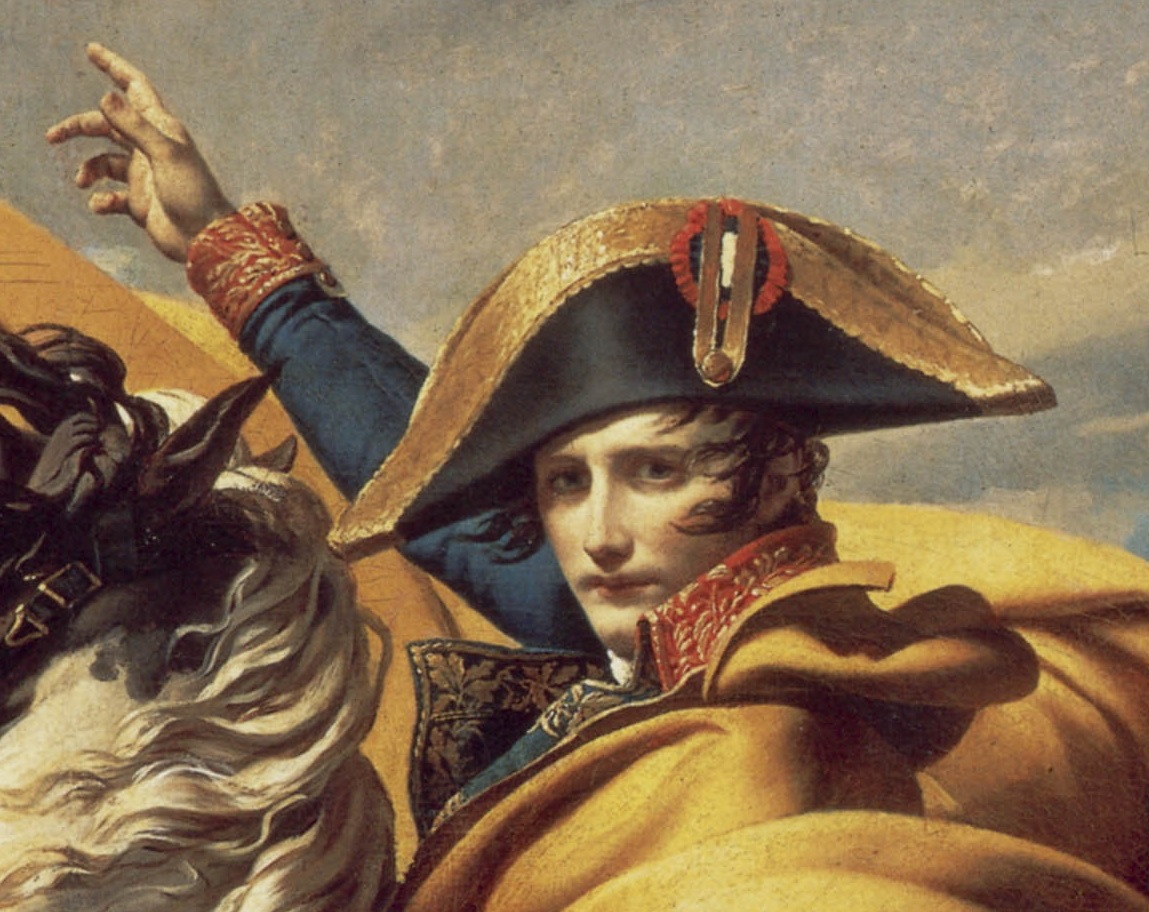
Бонапарт на перевале Сен-Бернар, фрагмент. Шляпа написана Давидом с той, которую Наполеон носил в битве при Маренго

Головной убор, который Наполеон носил во время Консулата, отличался от головного убора главнокомандующего. В битве при Маренго он носил шляпу, которая была длиннее и ниже, чем шляпа первых кампаний в Италии. Шляпа украшена гирляндой из дубовых листьев или большой золотой тесьмой; круглая кокарда меньше по размеру и более не увенчана плюмажем. Эта модель была официальной шляпой времён консулата. Он носил шляпу под углом «à la Фридрих II», с намёком на то, как прусский монарх носил свою треуголку. Этот тип шляпы изображен Давидом на конном портрете Бонапарт на перевале Сен-Бернар. Для создания картины Бонапарт одолжил ему свою шляпу, которую он носил в время битвы при Маренго.
Ещё одна шляпа, которую Наполеон носил вне официальных церемоний, простой формы без вышивки и тесьмы, называлась «французская шляпа» (фр. chapeau français). Впервые она была изображена Изабе на картине «Бонапарт в Мальмезоне»; с 1803 года Наполеон начал использовать её чаще. Она хранится в Музее армии; шляпа имеет 43 сантиметров в длину и 21 сантиметр в высоту; внизу видна выполненная шляпником надпись «Au temple du gout Poupart Md chapelier galonnier, Palais-Égalité n°32 Paris».

### «Маленькая шляпа» Императора

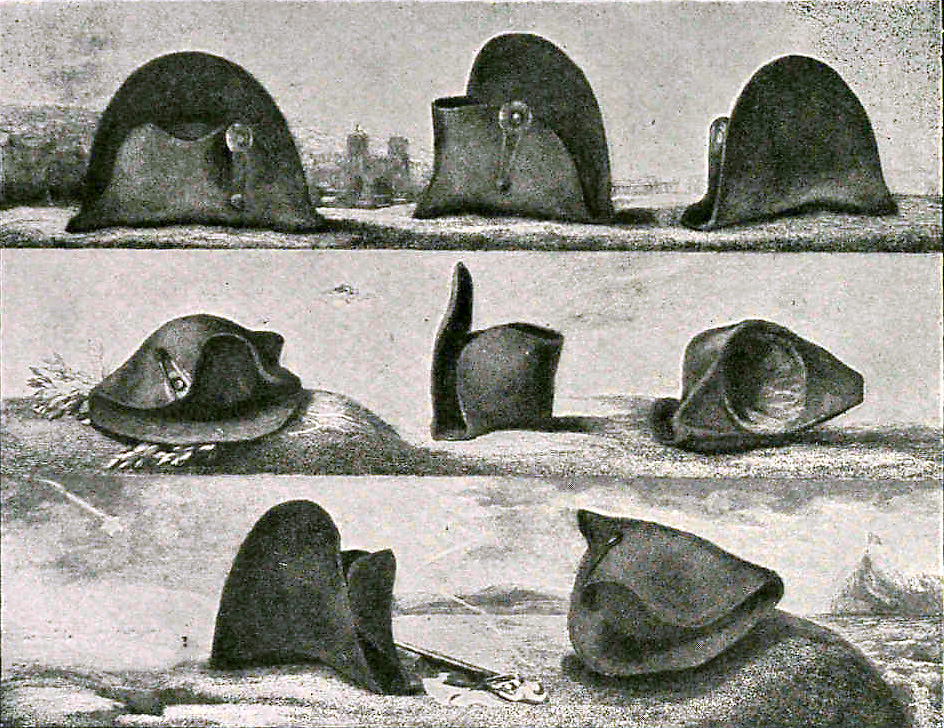
Карл Штейбен, Восемь эпох Наполеона (гравюра по картине 1826 года из шато Мальмезон). Каждая шляпа символизирует период жизни Наполеона. Сверху вниз и слева направо: 1 Вандемьерский мятеж, 2 Консулат, 3 Империя, 4 Аустерлиц, 5 Ваграм, 6 Бородино, 7 Ватерлоо, 8 Остров Святой Елены

Во времена Империи Наполеон окончательно перешёл на простую французскую шляпу без полей, которая вместе с серым сюртуком стала характернейшей особенностью его силуэта. Хотя он поочередно носил форму офицера пеших гренадеров или конного егеря Императорской гвардии, его шляпа не соответствовала ни одному из этих подразделений — гренадеры носили шапки из медвежьего меха, а егеря гусарский кивер.
Первоначально цена шляпы составляла 48 франков, но затем Пупар поднял её до 60 франков. Ежегодно Императорский костюмерный отдел закупал четыре штуки, срок службы которых составлял три года. У Наполеона была очень чувствительная голова, поэтому перед ноской шляпу немного растягивали. Размер шляпы варьировался от 44 до 47 сантиметров в длину и 24-26 сантиметров в высоту. Всего у него было около пятидесяти шляп, некоторые из которых потерялись в боях. Во время своего последнего изгнания на остров Святой Елены он взял с собой четыре шляпы.

## Реликвия

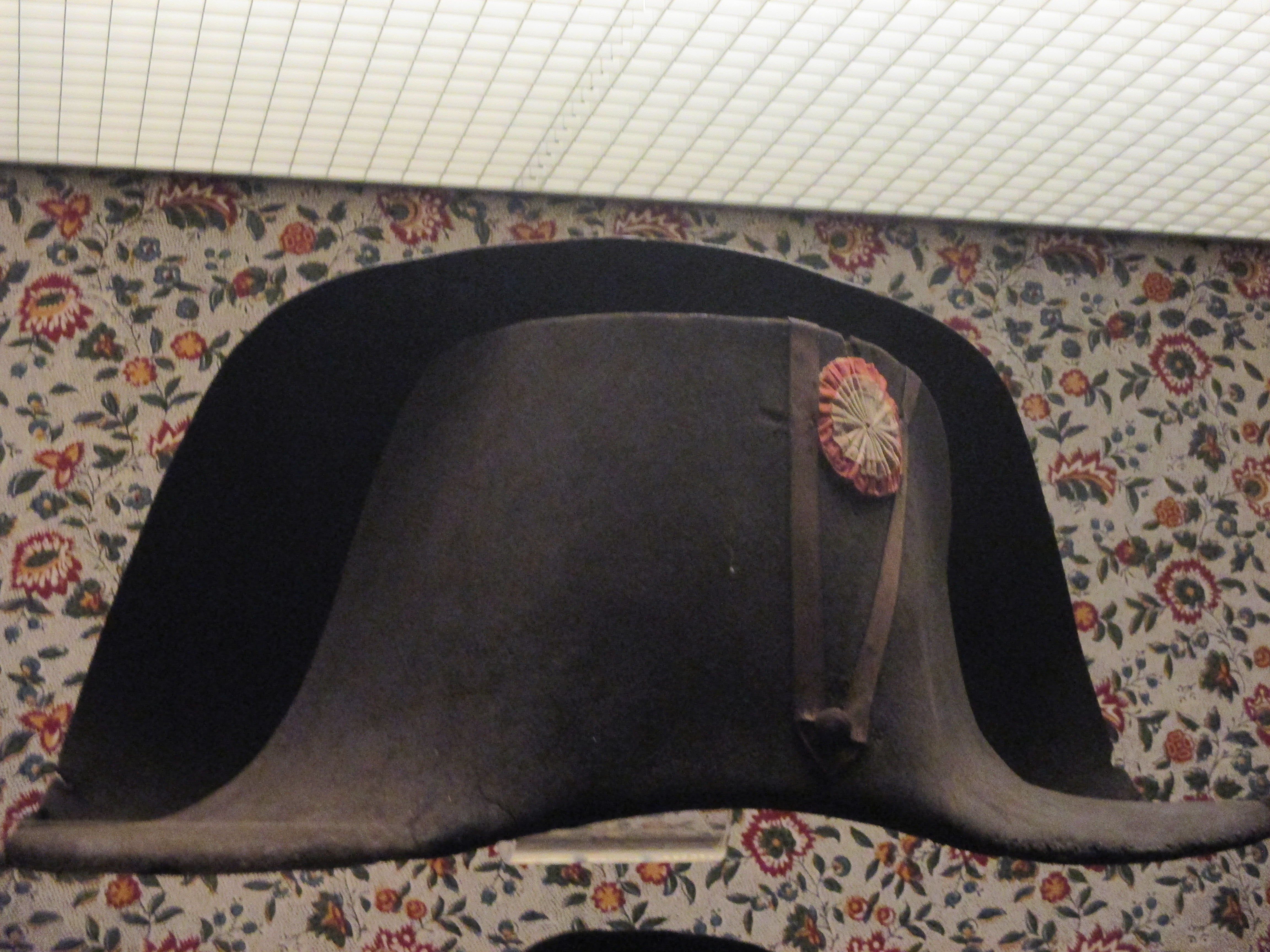
Одна из шляп, которую носил Наполеон, хранится во дворце Фонтенбло

Шляпы Наполеона стали настоящими реликвиями. С 1800 по 1812 год для императора было пошито от 120 до 160 бикорнов. В настоящее время существует около тридцати шляп, подлинность которых подтверждена, и ещё несколько штук сомнительного происхождения.
23 апреля 1969 года винодельческий дом Moët & Chandon приобрёл на аукционе шляпу за 140 тыс. франков. Другую шляпу приобрёл бизнесмен Бен Уайдер за ещё бо́льшую сумму в Париже в июне 1975 года. Эта шляпа, хотя и имеет сомнительное происхождение, выставляется в Монреальском музее изящных искусств с 2008 года. 16 ноября 2014 года Ким Хон Кук, основатель и президент продовольственного гиганта «Харим», заплатил за шляпу Наполеона 1,884 млн евро (включая расходы на аукционе в Фонтенбло).